# Mașloc
Mașloc (en hongrois : Máslak, en allemand : Blumenthal) est une commune du județ de Timiș en Roumanie.